# Eleonora Brown
Eleonora Brown (ur. 22 sierpnia 1948 w Neapolu) – włoska aktorka, której najsłynniejszą rolą jest postać 12-letniej Rosetty w filmie Vittoria De Siki Matka i córka (1960), nagrodzonym Oscarem dla najlepszej aktorki pierwszoplanowej.
Eleonora Brown jest córką Amerykanina i Włoszki. Rola Rosetty była jej aktorskim debiutem. Na ekranie partnerowała jej Sophia Loren, wcielając się w jej filmową matkę (Loren otrzymała za tę rolę Oscara). W latach 60. kontynuowała aktorską karierę, grając regularnie w filmach. Jednak w wieku niespełna 20 lat zrezygnowała z dalszych występów. Podjęła naukę w John Cabot University w Rzymie, gdzie uzyskała dyplom z zakresu biznesu i ekonomii. Następnie pracowała jako tłumaczka w parlamencie włoskim. W kolejnych latach udzielała się również jako aktorka dubbingowa. Po 50 latach przerwy pojawiła się na ekranie w filmie Miłość tak wielka (2018).

## Wybrana filmografia
- Matka i córka (1960) jako Rosetta
- Sąd ostateczny (1961) jako Giovanna
- Moja miłość (1964) jako Nora
- Tygrys i kotka (1967) jako Luisella Vincenzini
- Marynarz z Gibraltaru (1967) jako Carla
- 15 stryczków dla mordercy (1967) jako Liz Cook
- Wyrok śmierci (1968) jako Sally
- Nude... si muore (1968) jako Lucille
- Miłość tak wielka (2018) jako Helene